# 비치그로브 (테네시주 커피군)

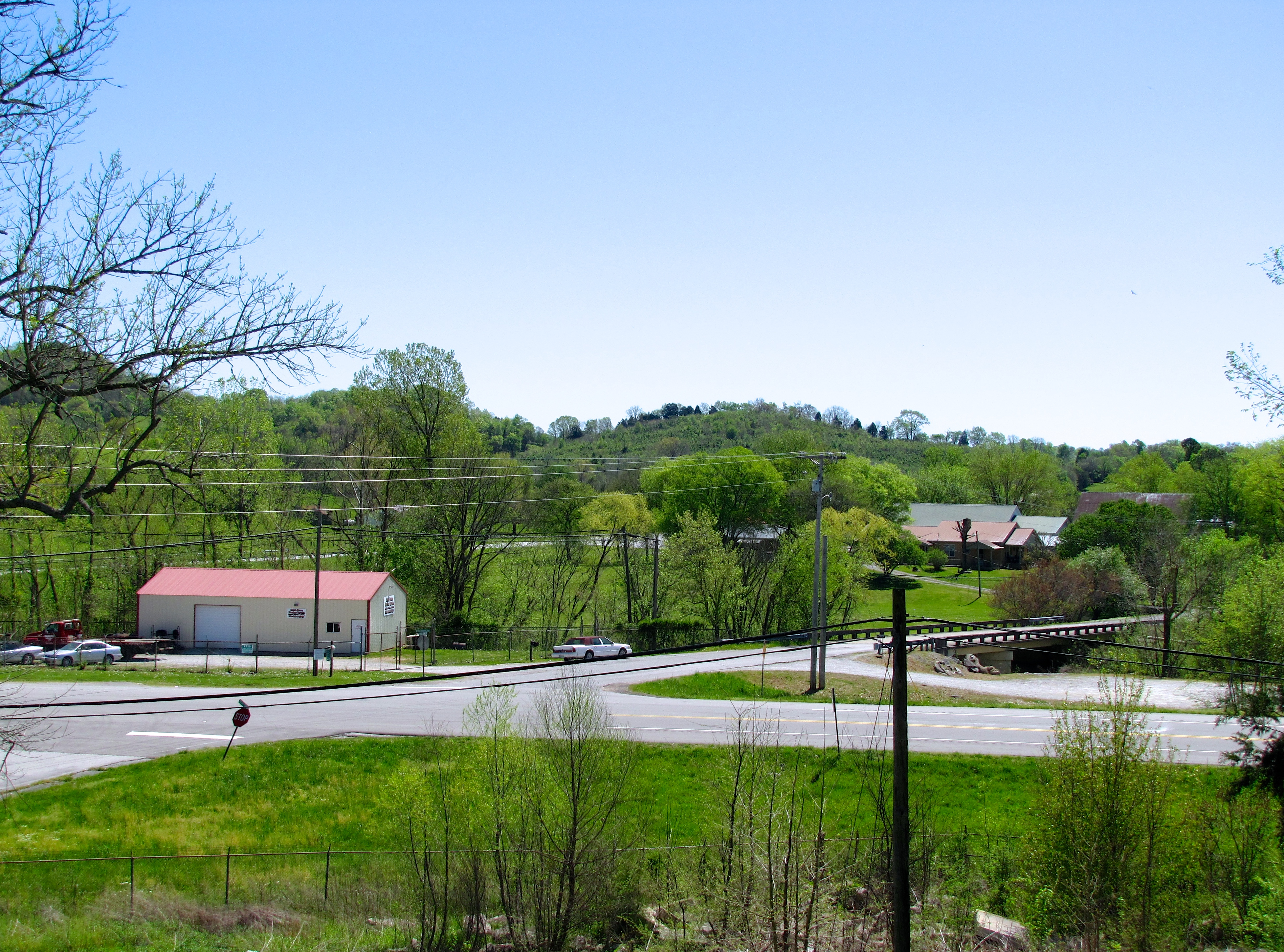

비치그로브(Beechgrove)는 미국 테네시주 커피 카운티에 소재한 복합 농촌 촌락형 군현급 도시이다.
비치그로브는 미국 테네시주 커피 카운티에 있는 비법인 커뮤니티이다. 비치그로브는 커피 카운티 북서부 24번 주간 고속도로, 미국 국도 41번, 주 국도 64번 교차점에 위치해 있다. 비치그로브에는 우편번호 37018의 우체국이 있다.
테네시주 비치그로브는 우편번호가 미국 우체국에 할당될 때까지 '비치'와 '그로브' 사이에 공백이 있는 "비치 그로브"로 명명되었다. 당시 다른 카운티의 "비치 그로브"라는 우체국에는 커피 카운티 지역이 우편번호를 받기 전에 우편번호가 부여되었다. 따라서 우편 사용자와 우편 시스템 자체 간의 혼동을 피하기 위해 테네시주 비치 그로브(커피 카운티)는 공식적으로 띄어쓰기가 없는 "비치그로브"로 변경되었다. 현지 주민들이 우체국에 항의했지만 소용이 없었다.